# Taigafläta
Taigafläta (Hypnum subimponens) är en bladmossart som beskrevs av Lesquereux 1865. Taigafläta ingår i släktet flätmossor, och familjen Hypnaceae. Enligt den finländska rödlistan är arten sårbar i Finland. Arten har ej påträffats i Sverige. Artens livsmiljö är fjällklippor, block- och stenmarker. Inga underarter finns listade i Catalogue of Life.